# Elipsa rozsiania

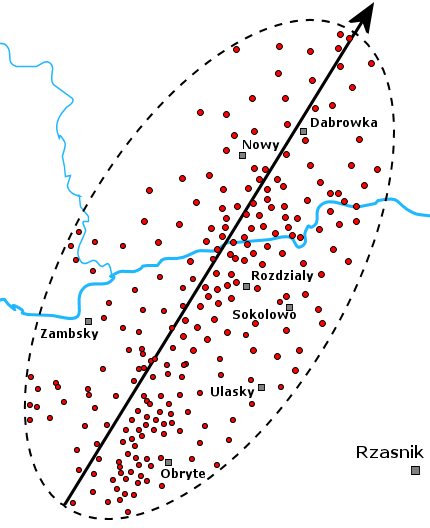
Elipsa rozsiania meteorytu Pułtusk

Elipsa rozsiania – obszar rozproszenia na powierzchni Ziemi deszczu meteorytów pochodzących z rozpadu większego meteoroidu w atmosferze. Rejon ten ma w przybliżeniu kształt elipsy. 
W zależności od rozmiarów pierwotnego obiektu i wysokości, na której nastąpił jego rozpad, długość osi wielkiej  wynosi od kilku do kilkudziesięciu kilometrów. W przypadku meteorytu Sikhote-Alin elipsa rozsiania miała wymiary 4 na 12 kilometrów.